# Spongia corlosia
Spongia corlosia är en svampdjursart som beskrevs av Duchassaing och Giovanni Michelotti 1864. Spongia corlosia ingår i släktet Spongia och familjen Spongiidae.

## Underarter
Arten delas in i följande underarter:
- S. c. gossypiniformis
- S. c. fusca
- S. c. elongata